# Alina Vuc

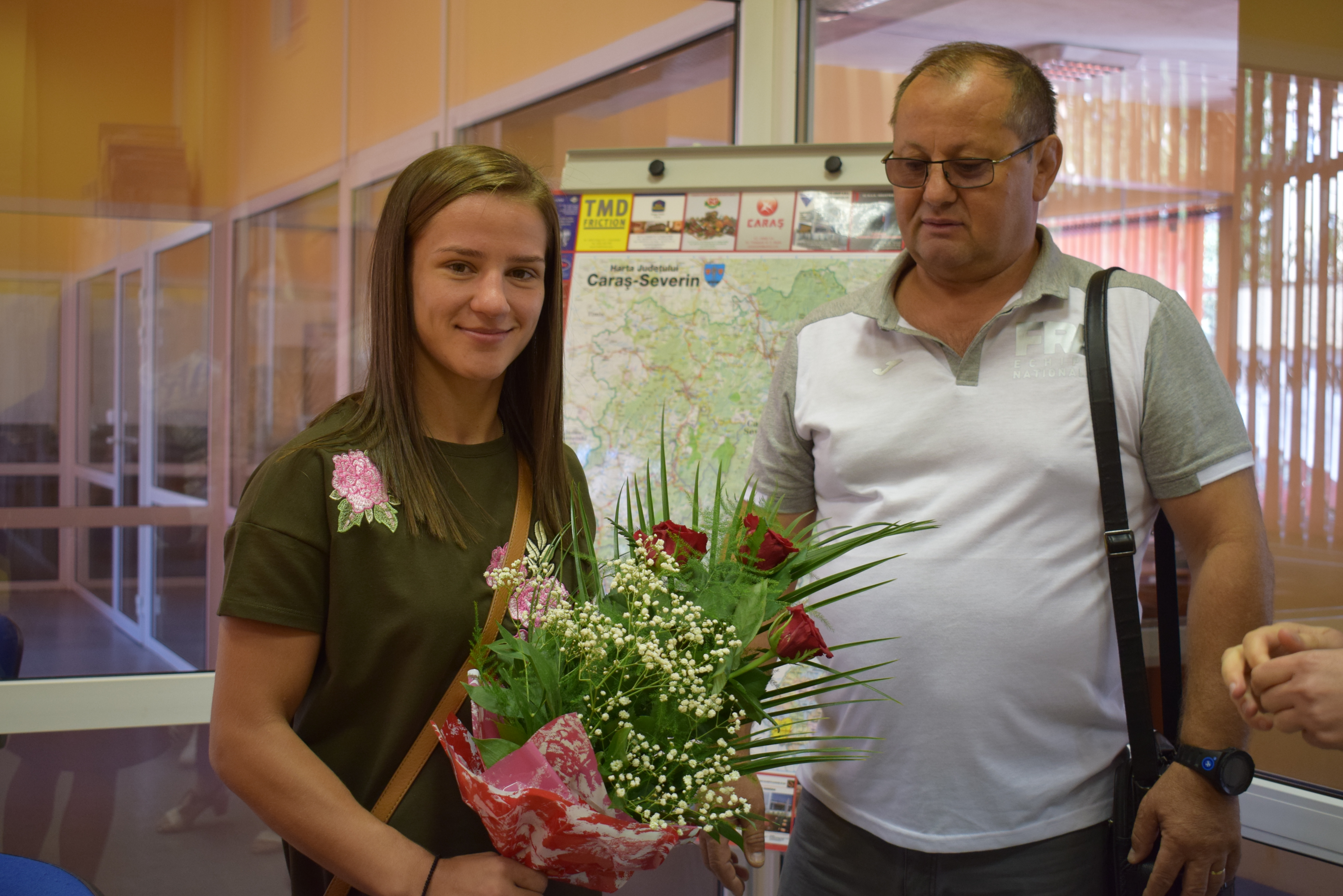
Vicecampioana mondială la lupte, Alina Vuc, și primul ei antrenor, Nicolae Constantin, în redacția ziarului JURNAL DE CARAȘ-SEVERIN. Foto: Marian Cărăvan

Alina Emilia Vuc (n. 4 octombrie 1993, Reșița, România) este o luptătoare română, vicecampioană europeană în 2016 și campioană mondială militară în același an. Pe 24 august 2017, a obținut o medalie de argint la Campionatul Mondial de seniori, categoria 48 kg, aceasta fiind prima medalie obținută la feminin de o sportivă din țara ei. A reeditat performanța în 2019, la Campionatul Mondial de la Nur Sultan (Kazahstan), unde a cucerit medalia de argint la categoria 50 kg.

## Carieră
S-a inițiat în tainele luptelor la vârsta de 10 ani în cadrul CSM Reșița, sub îndrumarea lui Nicolae Constantin, apoi s-a legitimat la CSA Steaua. Din 2012 se pregătește cu antrenorul Mihai Stroia. 
Primul rezultat de notat l-a avut la Campionatul European pentru cadeți de la Sarajevo, unde a fost laureată cu bronz. Și-a repetat performanța în anul următor la Campionatul European pentru juniori de la Zrenjanin. În același an a cucerit o a două medalie de bronz la Campionatul Mondial pentru juniori organizat la București. Pentru acest rezultat a fost numită luptătoarea anului de forul român de specialitate. În 2013 a devenit vicecampioană mondială la juniori, în competiția desfășurată la Sofia, anterior acestei performanțe obținând medalia de bronz, la Europenele de juniori de la Skopje. În 2015 a câstigat medalia de argint la Campionatul European sub 23 de ani de la Wałbrzych.
În 2016 a fost laureată cu argint la Campionatul European pentru seniori de la Riga, după ce a fost învinsă în finală de azera Maria Stadnik. O lună mai târziu, s-a clasat din nou pe locul doi la turneul preolimpic de la Zrenjanin, calificându-se la Jocurile Olimpice de vară din 2016. La turneul olimpic a pierdut în turul întâi cu indianca Vinesh Phogat prin superioritate tehnică, scorul fiind 11-0. Câteva săptămâni mai târziu a cucerit medalia de aur la Campionatul Mondial Militar de la Skopje. Tot în 2016, a devenit campioană națională de tineret (U23), competiție desfășurată în premieră în orașul natal al sportivei, Reșița. La începutul lunii februarie a anului 2017, Alina Vuc a cucerit tot la Reșița titlul național la categoria 48 kg. Până la performanța de la Paris, unde a cucerit prima medalie din istoria luptelor feminine românești la un Campionat Mondial de seniori, reșițeanca a câștigat Grand Prix-ul Germaniei, de la Dormagen, în luna iunie 2017. Pe 13 septembrie 2017, Alina Vuc a fost premiată de conducerea CSA Steaua București, pentru performanța de la Campionatul Mondial.
Pe 27 decembrie 2018 a primit titlul de Cetățean de Onoare al județului Caraș-Severin, iar pe 19 iulie 2019 a primit titlul de Cetățean de Onoare al municipiului Reșița.
Din cauza unei accidentări, în 2019 nu a putut concura la Campionatul European de Lupte, desfășurat în luna aprilie la Sala Polivalentă din București. Dar, după operație și perioada de recuperare, și-a luat revanșa la Mondialele din Kazahstan, unde a cucerit medalia de argint la categoria 50 kg, calificându-se la Jocurile Olimpice de la Tokyo 2020. 

## Legături externe
- en  Profil Arhivat în 14 iulie 2015, la Wayback Machine. la Federația Internațională de Lupte Amatori (FILA)
- Alina Vuc la Comitetul Olimpic și Sportiv Român (arhivat)
- en Alina Vuc la Olympedia.org
- en  Alina Vuc la olympics.com